# 亞伊瓦河
亞伊瓦河是俄羅斯的河流，位於彼爾姆邊疆區，屬於卡馬河的左支流，河道全長304公里，流域面積6,250平方公里，最終注入卡馬水庫，支流有伊克河。